# Фурмар'єрит

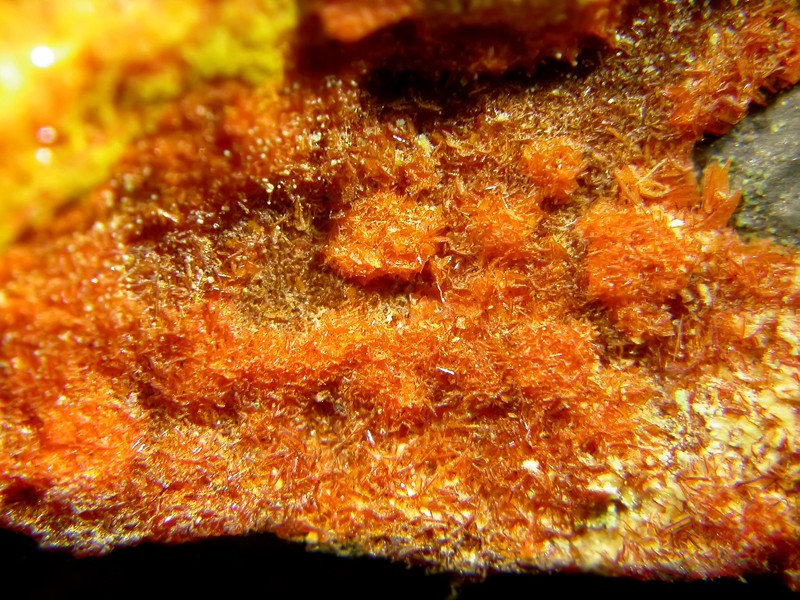
Фурмар'єрит

Фурмар'єрит (рос. фурмарьерит; англ. fourmarierite; нім. Fourmarierit m) — мінерал, водний оксид свинцю та урану шаруватої будови.
Названий Бутгенбахом на честь бельг. геолога П.Фурмар’є (P.Fourmarier), H.Buttgenbach, 1924.

## Опис
Хімічна формула:
- 1. За Є. Лазаренком: 4[UO2|(OH)2]Pb(OH)2∙2H2O.
- 2. За К.Фреєм: PbO•4UO3•5H2O.
- 3. За «Fleischer's Glossary» (2004): PbU4O13•4H2O.

Містить (%): PbO — 12,13; UO3 — 78,07; H2O — 9,79.
Сингонія ромбічна. Ромбодипірамідальний вид. Утворює таблитчасті кристали зі штриховкою. Спайність досконала по (001). Густина 5,74. Тв. 3-4. Колір золотисто-червоний, червоний, бурий. Блиск алмазний. Напівпрозорий. Високорадіоактивний. Рідкісний. Продукт зміни уранініту. Вторинний мінерал в уранових родовищах.

## Поширення
Зустрічається разом з торбернітом, казолітом, кюритом, содіїтом в Шинколобве і Касоло (пров. Шаба, Конго), а також в Вьолсендорф (Баварія, ФРН), Тведестранд (Норвегія), на Великому Ведмежому озері (Канада).